# Bognár Tamás (játékvezető)
Bognár Tamás (Sárvár, 1978. november 18.–) magyar nemzetközi labdarúgó-játékvezető. Foglalkozása professzionális játékvezető (korábban: regionális key-account vezető).

## Pályafutása

### Nemzeti játékvezetés
A játékvezetői vizsgát 1995-ben tette le. 2002-ben lett országos, NB II-es játékvezető, majd négy évi eredményes tevékenység után, váratlanul került az NB I játékvezetői keretbe. 2013. júniusi ülésén az MLSZ elfogadta a professzionista játékvezetői foglalkoztatást. A kijelölt játékvezetőkkel 3 éves szerződést kötöttek. Magyarországon az első 12 hivatásos játékvezető tagja. NB II-es mérkőzéseinek száma: 94 (2011). NB I-es mérkőzéseinek száma: 243 (2022. november 13-ig).
| Időpont          | Helyszín                  | Mérkőzés típusa          | Mérkőzés                  | Eredmény | Asszisztensek             | Ellenőr       |
| ---------------- | ------------------------- | ------------------------ | ------------------------- | -------- | ------------------------- | ------------- |
| 2006. április 8. | Rákóczi Stadion, Kaposvár | első NB. I.-es mérkőzése | Kaposvári Rákóczi FC–Pápa | 1 : 0    | Szabó Péter/Kovács Zoltán | Vavika Ferenc |

#### Nemzeti kupamérkőzések
Vezetett Kupa-döntők száma: 1.

##### Magyar labdarúgó-szuperkupa
| Időpont          | Helyszín                       | Mérkőzés típusa | Mérkőzés                  | Eredmény | Nézők száma |
| ---------------- | ------------------------------ | --------------- | ------------------------- | -------- | ----------- |
| 2012. július 11. | Sóstói Stadion, Székesfehérvár | döntő           | Debreceni VSC–Videoton FC | 1 – 1    | 5000        |

### Nemzetközi játékvezetés
A Magyar Labdarúgó-szövetség (MLSZ) Játékvezető Bizottsága  (JB) terjesztette fel nemzetközi játékvezetőnek, a Nemzetközi Labdarúgó-szövetség (FIFA) bíróinak keretébe. Az UEFA JB félévente sorolja osztályokba a nemzetközi játékvezetőket, 2009-ben a 4., 2010-től az UEFA 3., 2015-től az első csoportban szerepel. Az előresorolásával 2015-ben már három magyar (Kassai, Vad II.) játékvezető vezethet BL, EL csoportmérkőzéseket. 2009 év elején a spanyolországi Málagában mutatkozott be - kötelező fizikai és elméleti teszten - az újonc FIFA-bíró, aki a megjelent 37 játékvezető közül az egyik legjobb teljesítményt nyújtotta. A magyar nemzetközi játékvezetők rangsorában, a világbajnokság-Európa-bajnokság sorrendjében többedmagával a 20. helyet foglalja el 1 találkozó szolgálatával.

#### Labdarúgó-Európa-bajnokság

##### U19-es labdarúgó-Európa-bajnokság
Románia rendezte a 2011-es U19-es labdarúgó-Európa-bajnokságot, ahol az UEFA JB játékvezetőként foglalkoztatta.

###### 2011-es U19-es labdarúgó-Európa-bajnokság
| Időpont          | Helyszín                   | Mérkőzés típusa              | Mérkőzés                  | Eredmény |
| ---------------- | -------------------------- | ---------------------------- | ------------------------- | -------- |
| 2011. július 23. | Városi Stadion, Mogoşoaia  | csoportmérkőzés (A. csoport) | Csehország–Írország       | 2 : 1    |
| 2011. július 26. | Concordia Stadion, Chiajna | csoportmérkőzés (B. csoport) | Törökország–Spanyolország | 3 : 0    |

---
Az európai-labdarúgó torna döntőjéhez vezető úton Ukrajnába és Lengyelországba a XIV., a 2012-es labdarúgó-Európa-bajnokságra az UEFA JB játékvezetőként foglalkoztatta.

##### 2012-es labdarúgó-Európa-bajnokság

###### Selejtező mérkőzés
| Időpont             | Helyszín                     | Mérkőzés típusa           | Mérkőzés           | Eredmény | Nézők száma |
| ------------------- | ---------------------------- | ------------------------- | ------------------ | -------- | ----------- |
| 2011. szeptember 2. | Tórsvøllur Stadion, Tórshavn | előselejtező (C. csoport) | Feröer–Olaszország | 0 : 1    | 5 654       |

## Sikerei, díjai
- Tapolca város Polgármesteri Hivatala a 2008. évi szakmai munkája elismeréseként gálaünnepség keretében tárgyjutalom és oklevél elismerésben részesítette.
- 2011–2012-es szezonban eredményes szolgálatát Hertzka Pál-díjjal jutalmazták.
- Az OTP Bank Liga 2021-2022-es szezonjában az év játékvezetőjének választották.